# Jeanne Balibar
Jeanne Balibar (París, 13 de abril de 1968) es una actriz y cantante francesa, hija del filósofo Étienne Balibar y de la física Françoise Balibar.

## Biografía
Se convirtió en los años 1990 en una de las más importantes actrices francesas del cine de autor. Fue esposa del actor y director de cine Mathieu Amalric, con quien tiene dos hijos. Se ha posicionado en favor de los sin papeles y de los inmigrantes clandestinos y ha manifestado su rechazo a las políticas de Nicolas Sarkozy, en especial la ley contra las descargas de Internet, conocida como ley Hadopi y ha comparado al presidente francés con Silvio Berlusconi.

## Filmografía

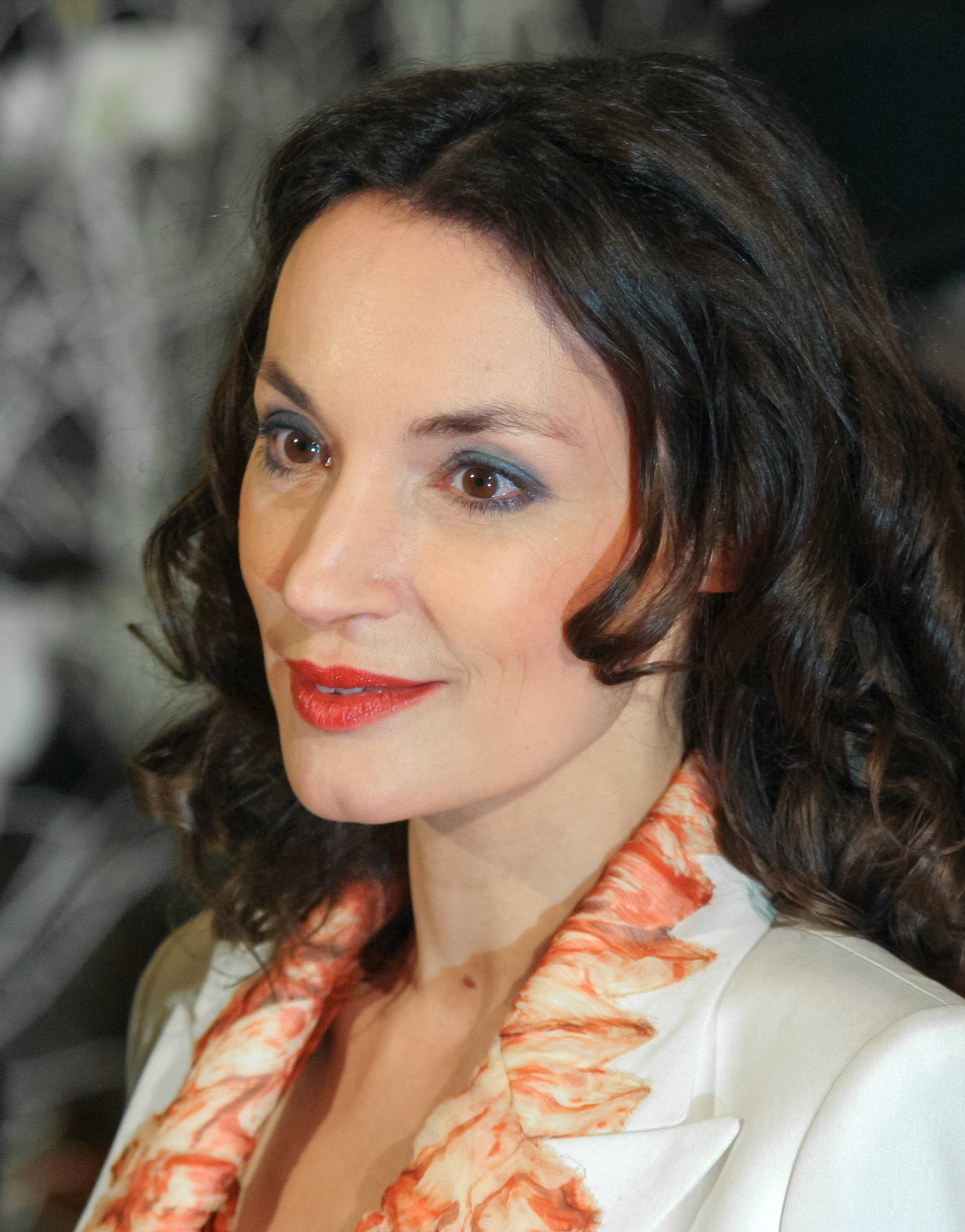
Jeanne Balibar, en la Berlinale del 2007.

- 1992: La Sentinelle, de Arnaud Desplechin
- 1994: Un Dimanche à Paris, de Hervé Duhamel - Nina
- 1994: Le Beau Pavel, de Lou Jeunet - Jeanne
- 1994: La Folie douce, de Frédéric Jardin - Madeline
- 1994: La Croisade d'Anne Buridan, de Judith Cahen
- 1995: Julie Lescaut episodio 3, temporada 2 : Trafics (TV) de Josée Dayan - Marika
- 1995: Le Crime de Monsieur Still (TV), de Claire Devers - Charlotte
- 1996: Comment je me suis disputé...(ma vie sexuelle), de Arnaud Desplechin - Valérie
- 1997: J'ai horreur de l'amour, de Laurence Ferreira Barbosa - Annie
- 1997: Mange ta soupe, de Mathieu Amalric - Hija
- 1998: Dieu seul me voit, de Bruno Podalydès - Anna
- 1999: Balzac (TV), de Josée Dayan
- 1999: Fin août, début septembre, de Olivier Assayas - Jenny
- 1999: Trois ponts sur la rivière, de Jean-Claude Biette - Claire
- 2000: Sade, de Benoît Jacquot - Sra. Santero
- 2000: Ça ira mieux demain, de Jeanne Labrune - Elisabeth
- 2001: La Comédie de l'innocence, de Raoul Ruiz - Isabella
- 2001: Va savoir, de Jacques Rivette - Camille B.
- 2001: Intimisto, de Licia Eminenti - Mujer
- 2001: Avec tout mon amour, de Amalia Escrivá - Eugénia
- 2002: Petite victoire, de Gilles Cohen (cortometraje) - Michelle
- 2002: Le Stade de Wimbledon, de Mathieu Amalric - Chica
- 2002: Une affaire privée, de Guillaume Nicloux - Sylvie, la ex de Manéri
- 2002: 17 fois Cécile Cassard, de Christophe Honoré - Edith
- 2003: Saltimbank, de Jean-Claude Biette - Vanessa Bartholomioux
- 2003: Toutes ces belles promesses (prix Jean-Vigo), de Jean-Paul Civeyrac - Marianne
- 2004: Código 46, de Michael Winterbottom - Sylvie
- 2004: Clean, de Olivier Assayas - Iréne Paolini
- 2005: Les Rois maudits (TV), de Josée Dayan - Béatrice d'Hirson
- 2005: Call Me Agostino, de Christine Laurent - Marianne Baudessin
- 2005: J'aurais voulu être un danseur, de Alain Berliner - Claudia
- 2005: Ne change rien, de Pedro Costa (cortometraje documental de 13' sobre el trabajo de cantante con Rodolphe Burger)
- 2006: Noise (TV), de Olivier Assayas (documental sobre el festival Art Rock de Saint-Brieuc)
- 2006: Mademoiselle Y, de Hélène Fillières (cortometraje) - Señora X
- 2006: La duquesa de Langeais , de Jacques Rivette - Antoinette de Langeais
- 2007: Sagan de Diane Kurys - Peggy Roche
- 2007: La Fille de Monaco de Anne Fontaine
- 2007: Le Plaisir de chanter de Ilan Duran Cohen - Constance
- 2007: Le Bal des actrices de Maïwenn Le Besco - Ella misma
- 2008: La Fille de Monaco, de Anne Fontaine
- 2008 : Le Plaisir de chanter, de Ilan Duran Cohen — Constance
- 2009 : L'Idiot, de Pierre Léon — Nastassia Philippovna
- 2009 : Le Bal des actrices, de Maïwenn — Ella misma
- 2009 : La Femme invisible (basada en una historia real), de Agathe Teyssier — Fantômette
- 2009 : La Petite Sibérie, de Laurence Ferreira Barbosa —
- 2009 : Mourir d'aimer (telefilme), de Josée Dayan — Madre de Lucas
- 2010 : Ne change rien, de Pedro Costa — Ella misma
- 2012 : À l'âge d'Ellen, de Pia Marais — Ellen
- 2012 : Clara s'en va mourir (telefilme), de Virginie Wagon — Clara
- 2013 : Par exemple, Électre, de Jeanne Balibar y Pierre Léon — Jeanne
- 2013 : Delight, de Gareth Jones — Écho
- 2013 : Layla Fourie, de Pia Marais —
- 2013 : Tunnel (serie de TV) de Dominik Moll — Charlotte Joubert
- 2014: Grace of Monaco, de Olivier Dahan - Condesa Baciocchi
- 2014: Les Nuits d'été, de Mario Fanfani
- 2018: Cold War, de Paweł Pawlikowski
- 2019: Les Misérables, de Ladj Ly
- 2019: Merveilles à Montfermeil/Wonders in the Suburbs

## Discografía
- Slalom Dame (2006)
- Paramour (2003)

## Premios y distinciones
Festival Internacional de Cine de San Sebastián
| Año  | Categoría                         | Película        | Resultado |
| ---- | --------------------------------- | --------------- | --------- |
| 1998 | Concha de Plata a la mejor Actriz | De todo corazón | Ganadora  |